# Birdy (cantante)
Birdy, pseudonimo di Jasmine Lucilla Elizabeth Jennifer van den Bogaerde (Lymington, 15 maggio 1996), è una cantautrice e musicista britannica.

## Biografia
Il suo nome d'arte nasce dal soprannome che le diedero i suoi genitori poiché quando era piccola mangiava molto poco, come un uccellino. È pro-nipote da parte di padre del famoso attore inglese Dirk Bogarde (di origini olandesi). È conosciuta per aver vinto, all'età di dodici anni, il talent show britannico Open Mic UK, dove ha eseguito dal vivo una canzone scritta da lei intitolata So Be Free, Dopo aver vinto la competizione, Birdy ha firmato un contratto con Christian Tattersfield per le etichette discografiche Warner Bros. Music UK e 14th Floor Records.
Nel 2009 Birdy si è esibita live al programma Pianothon su BBC Radio 3 a Londra. Il 30 gennaio 2011 è uscito il singolo di debutto di Birdy, una cover di Skinny Love dei Bon Iver. Il singolo ha avuto successo non solo nel Regno Unito, dove ha raggiunto la diciassettesima posizione, ma anche nell'Europa continentale (Paesi Bassi, Fiandre e Vallonia), dove ha raggiunto rispettivamente la prima, la terza e la quarta posizione.
Il singolo è stato seguito da Shelter (originariamente cantato dagli xx) a giugno e da People Help the People dei Cherry Ghost ad ottobre. Il suo album di debutto, Birdy, è uscito il 4 novembre 2011 ed è entrato in top ten nelle classifiche di Paesi Bassi e Fiandre e alla tredicesima posizione nel Regno Unito. Nel marzo del 2012 la cantante registra un brano per la colonna sonora del film di fantascienza Hunger Games, intitolato Just a game, mentre nel giugno dello stesso anno incide un brano intitolato Learn me right, in collaborazione con il famoso gruppo indie folk britannico Mumford & Sons, inserito nella colonna sonora del film d'animazione della Disney Pixar Ribelle - The Brave.
Il 7 agosto 2012 pubblica il primo live della sua carriera, intitolato Live In London, registrato durante il primissimo concerto tenuto dalla cantautrice presso il Tabernacle, una ex chiesa oggi usata come centro culturale per musicisti e artisti vari. Il disco contiene otto tracce, tra le quali una cover di The A Team di Ed Sheeran e Just a game dalla colonna sonora di Hunger Games. Dopo aver conquistato il primo posto nella classifica dei singoli in Francia, gira a Parigi un video promozionale per il suo precedente singolo People Help the People.
Il 29 agosto 2012 Birdy si è esibita davanti a migliaia di persone a Londra eseguendo una cover degli Antony and the Johnsons, intitolata Bird gerhl, in occasione della cerimonia di apertura dei XIV Giochi paralimpici estivi. Nel mese di dicembre del 2012, per festeggiare le straordinarie e inaspettate vendite del suo album di debutto in Australia, incide una cover dei The John Butler Trio, una rock band australiana molto famosa in patria, intitolata What you want. Birdy canta anche nella band dove suo fratello è batterista, i Native Roses.
Il 16 febbraio 2013 partecipa come ospite all'ultima serata del Festival di Sanremo, condotto da Fabio Fazio e Luciana Littizzetto. Il 23 settembre 2013 viene pubblicato il primo album di inediti di Birdy, intitolato Fire Within. L'album contiene, nella sua versione standard, undici brani interamente scritti/co-scritti da Birdy. Il singolo che ha anticipato l'uscito dell'album è Wings (pubblicato il 29 luglio 2013), il cui videoclip è stato pubblicato il 2 agosto 2013. L'album ha debuttato in Italia alla posizione #73 della FIMI.
Il 31 ottobre 2013 è stato pubblicato sul canale youtube ufficiale della cantante il video ufficiale di Light Me Up, brano contenuto in Fire Within. Lo stesso giorno si è concluso il piccolo tour in UK che ha previsto tre tappe: Edimburgo, Manchester e infine Londra: nella Capitale britannica, al Kentish Town Forum, ha registrato un sold out. Birdy ha adesso annunciato un tour europeo che ha preso via nel 2014. È stata ospite della seconda puntata del serale di Amici il 5 aprile 2014, duettando con Deborah Iurato il brano People Help the People.
Nel 2014 i brani Not About Angels, Tee Shirt, e Best Shot (in collaborazione con Jaymes Young), vengono inseriti nella colonna sonora del film Colpa delle stelle. Successivamente collabora con David Guetta nel brano I'll Keep Loving You, a cui partecipa anche Jaymes Young, inserito nell'album Listen del DJ francese.
Il 1º gennaio 2016 Birdy pubblica il primo singolo del terzo album Beautiful Lies, Keeping your head up.  L'11 marzo viene rilasciato il secondo singolo, Wild horses, per il cui video collabora con la ditta "Studios underwater". Il 25 marzo è presentato il nuovo sforzo discografico. Per il progetto l'artista si ispira alla cultura giapponese: nella copertina la cantautrice è raffigurata nelle vesti di una geisha. Il disco tratta per lo più il passaggio alla maggiore età, gli eventi difficili e la forza necessaria per superarli. Vengono rilasciate due versioni dell'album, una standard di 14 brani e una deluxe con 4 tracce in più; la versione deluxe rilasciata sugli store digitali presenta anche la canzone "Wings" in versione acustica. I generi predominanti sono l'indie folk e l'indie pop, e si alternano tracce lente, malinconiche e sognanti ad altre più movimentate. Il disco è registrato a Londra in vari studi, Birdy è affiancata da un team composto da numerosi produttori, quali Jim Abbiss (Björk, Emeli Sandé, Adele), Steve Mac (Leona Lewis, James Blunt, One Direction), il duo dei Myriot, TMS, Jamie Hartman, Felix Joseph, Al Shux, Rømans. Nel novembre dello stesso anno collabora con i Sigma al singolo Find Me.
Tra il settembre e il dicembre 2020, dopo anni di assenza dalle scene, Birdy ritorna a sorpresa pubblicando un EP intitolato Piano Sketches, con quattro canzoni inedite piano e voce, e successivamente pubblica anche una cover del classico natalizio Have Yourself A Merry Little Christmas. Il 15 Gennaio esce Non c'è più musica, canzone in cui duetta con il rapper italiano Mr. Rain. Il 22 gennaio pubblica il singolo Surrender che anticipa il suo quarto album Young Heart, uscito il 30 aprile 2021.

## Discografia

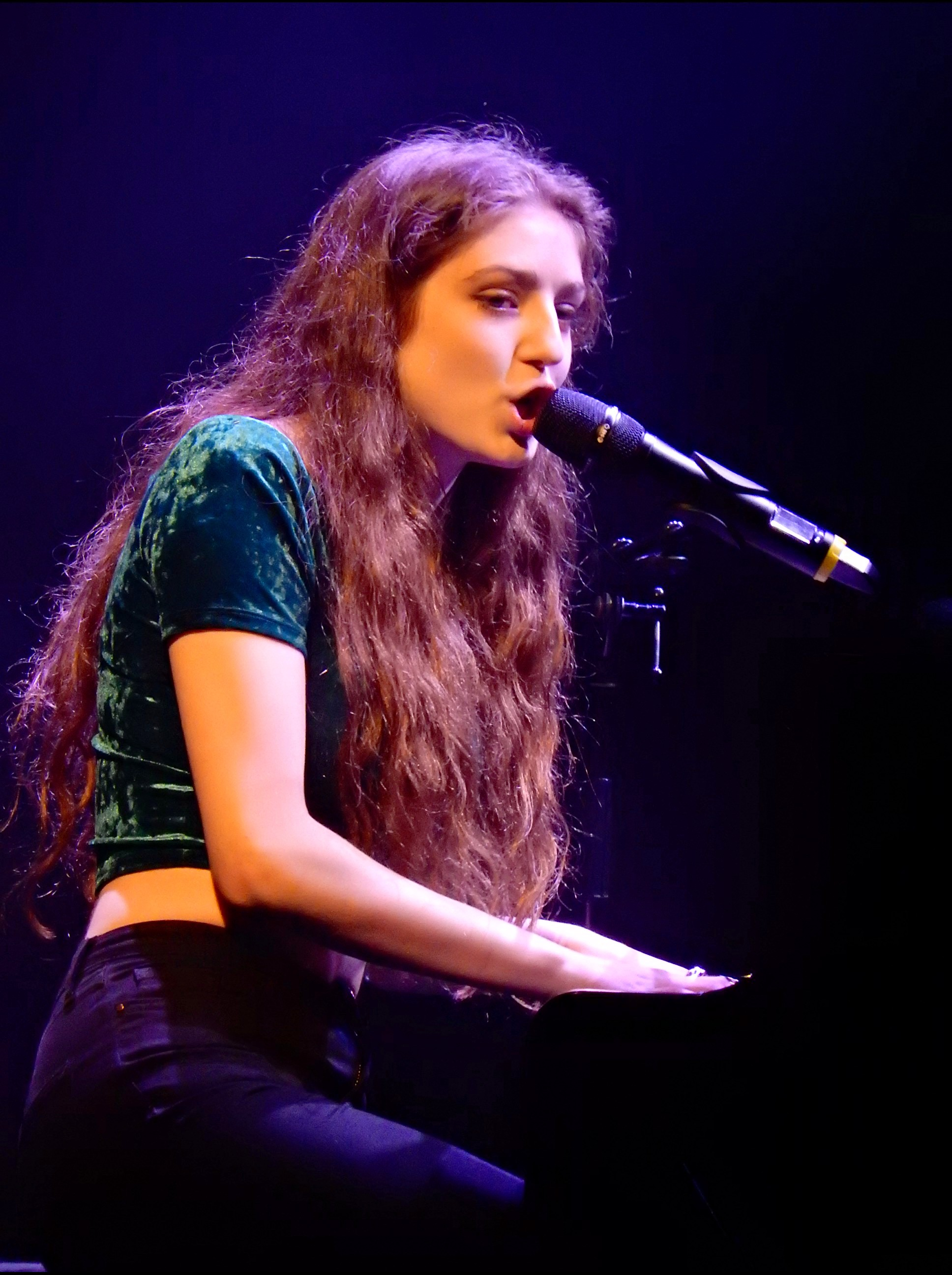
Birdy durante un'esibizione nel 2014

### Album in studio
- 2011 – Birdy
- 2013 – Fire Within
- 2016 – Beautiful Lies
- 2021 – Young Heart
- 2023 – Portraits

## Riconoscimenti
- 2013 - Grammy Awards
  - Candidatura per la miglior canzone scritta per un film, televisione o altri media audio-visivi per Learn Me Right (con i Mumford & Sons)
- 2014 - BRIT Awards
  - Candidatura per la miglior artista femminile britannica
- 2014 - Echo
  - Premio come miglior artista femminile internazionale
- 2014 - Premios 40 Principales
  - Premio come miglior nuova artista internazionale
  - Candidatura per il miglior album internazionale per Fire Within